# Фундетура-Міке
Фундетура-Міке (рум. Fundătura Mică) — село у повіті Васлуй в Румунії. Входить до складу комуни Івенешть.
Село розташоване на відстані 272 км на північ від Бухареста, 23 км на захід від Васлуя, 51 км на південь від Ясс, 149 км на північ від Галаца.

## Населення
За даними перепису населення 2002 року у селі проживали 42 особи, усі — румуни. Усі жителі села рідною мовою назвали румунську.